# Rade
Pour les articles homonymes, voir Rade (homonymie).

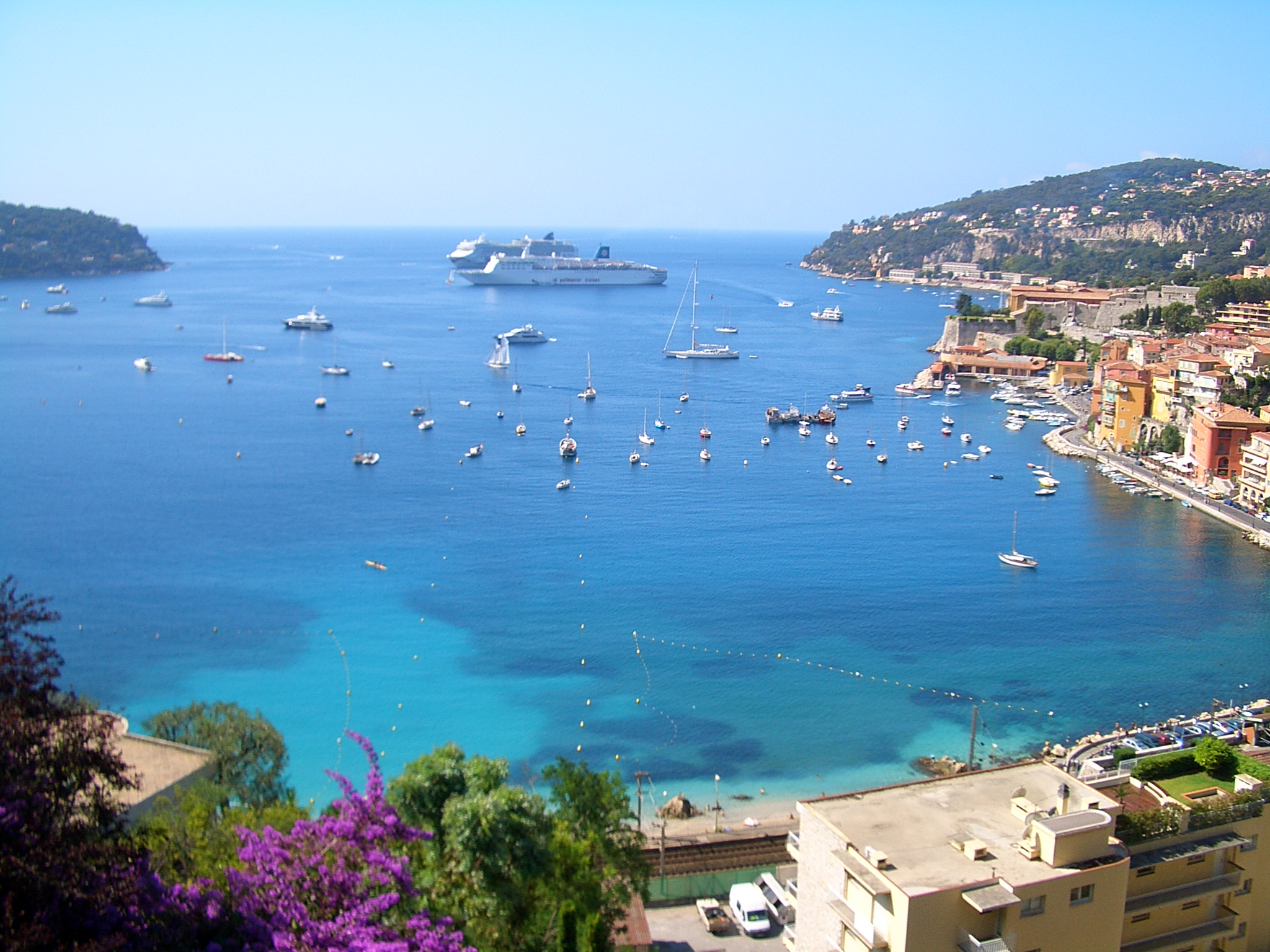
La rade de Villefranche.

Une rade est un plan d'eau marin permettant le mouillage d'une flotte. 
Elle se distingue d'une baie ou d'un golfe par une profondeur plus importante et une ouverture vers la mer plus étroite. Si l'ouverture est très resserrée, le passage est appelé goulet. La rade présente une surface telle qu'elle ne peut être confondue avec un estuaire ou un aber. Elle peut être créée artificiellement par des jetées et des digues. Les rades naturelles offrent des abris sûrs aux bateaux contre les tempêtes et sont souvent utilisées pour installer des bases navales. Une rade foraine est un lieu d'ancrage mal fermé, ouvert aux vents de la mer.
Hors de France, beaucoup de rades sont appelées baies, sous l'influence de la dénomination locale (Fremantle, Rio de Janeiro, San Diego, San Francisco, Sydney).
Liste de rades
- Rade de Boulogne-sur-Mer (Pas-de-Calais), rade artificielle
- Rade de Cherbourg (Manche), plus grande rade artificielle d'Europe (1500 ha)
- Rade de Brest (Finistère), et la petite rade artificielle du port de Brest, dite de Laninon, ou « rade-abri » pour la distinguer de la rade naturelle
- Rade de Lorient (Morbihan)
- Rade de Marseille (Bouches-du-Rhône)
- Rade d'Agay (Var)
- Rade de Toulon (Var)
- Rade d'Hyères (Var)
- Rade de Bordeaux (Gironde)
- Rade de Villefranche (Alpes-Maritimes)
- Rade de Saint-Pierre (Saint-Pierre-et-Miquelon)
- Rade de Saint-Pierre (Martinique)
- Rade de Nouméa (Nouvelle-Calédonie)
- Rade de Chiconi (Mayotte)
- Rade de Ras Laffan (Qatar)
- Rade de Genève (Suisse), qui est en fait un plan d'eau douce ayant ouverture sur le lac Léman
- Rade de Bizerte (Tunisie)
- Rade de Mers el-Kébir (wilaya d'Oran, Algérie)
- Rade de Nagasaki (Japon)
- Rade d'Antsiranana (ex Diego-Suarez)
- Rade d'Otago Harbour (Nouvelle-Zélande)

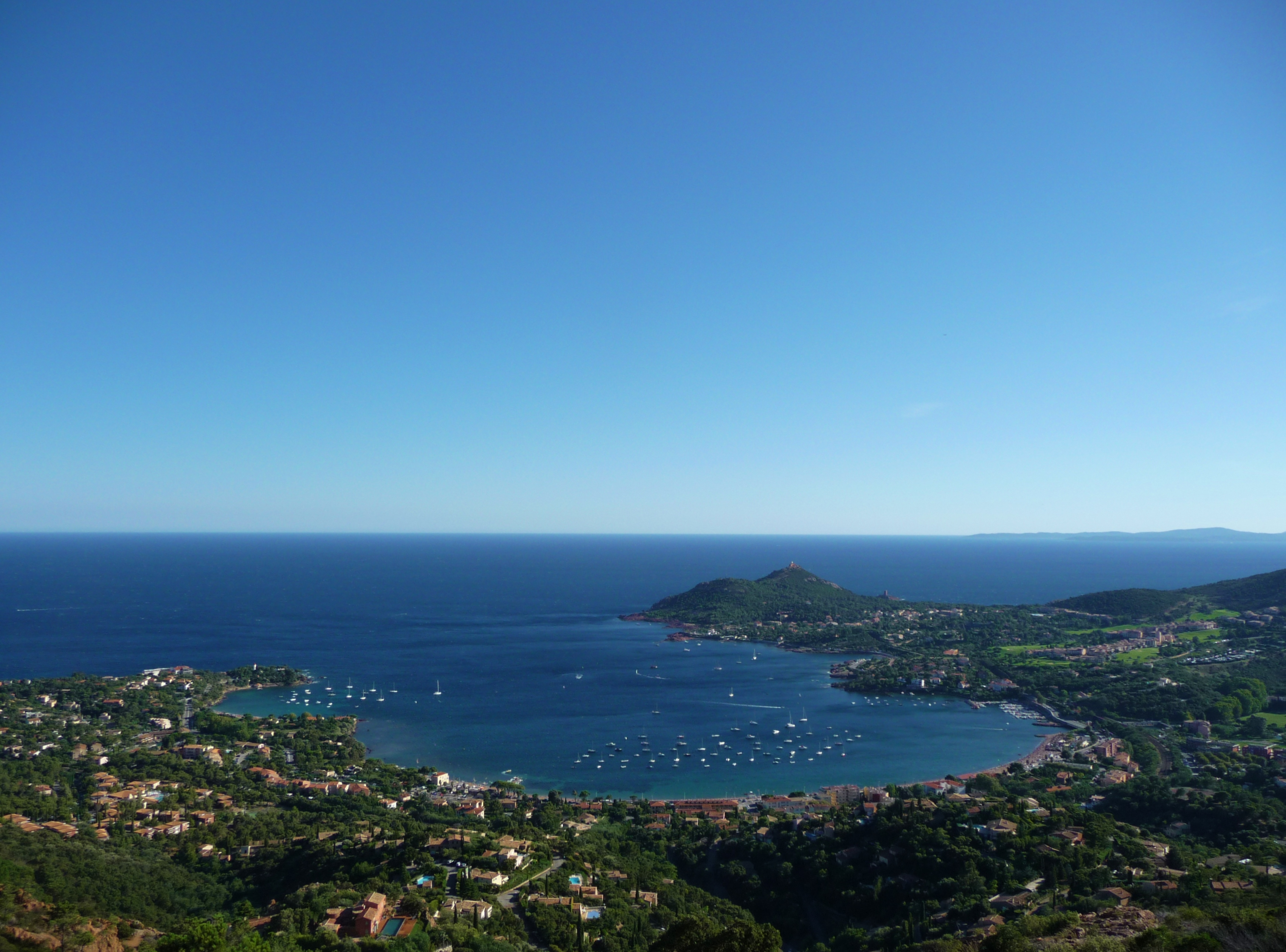
Rade d'Agay.
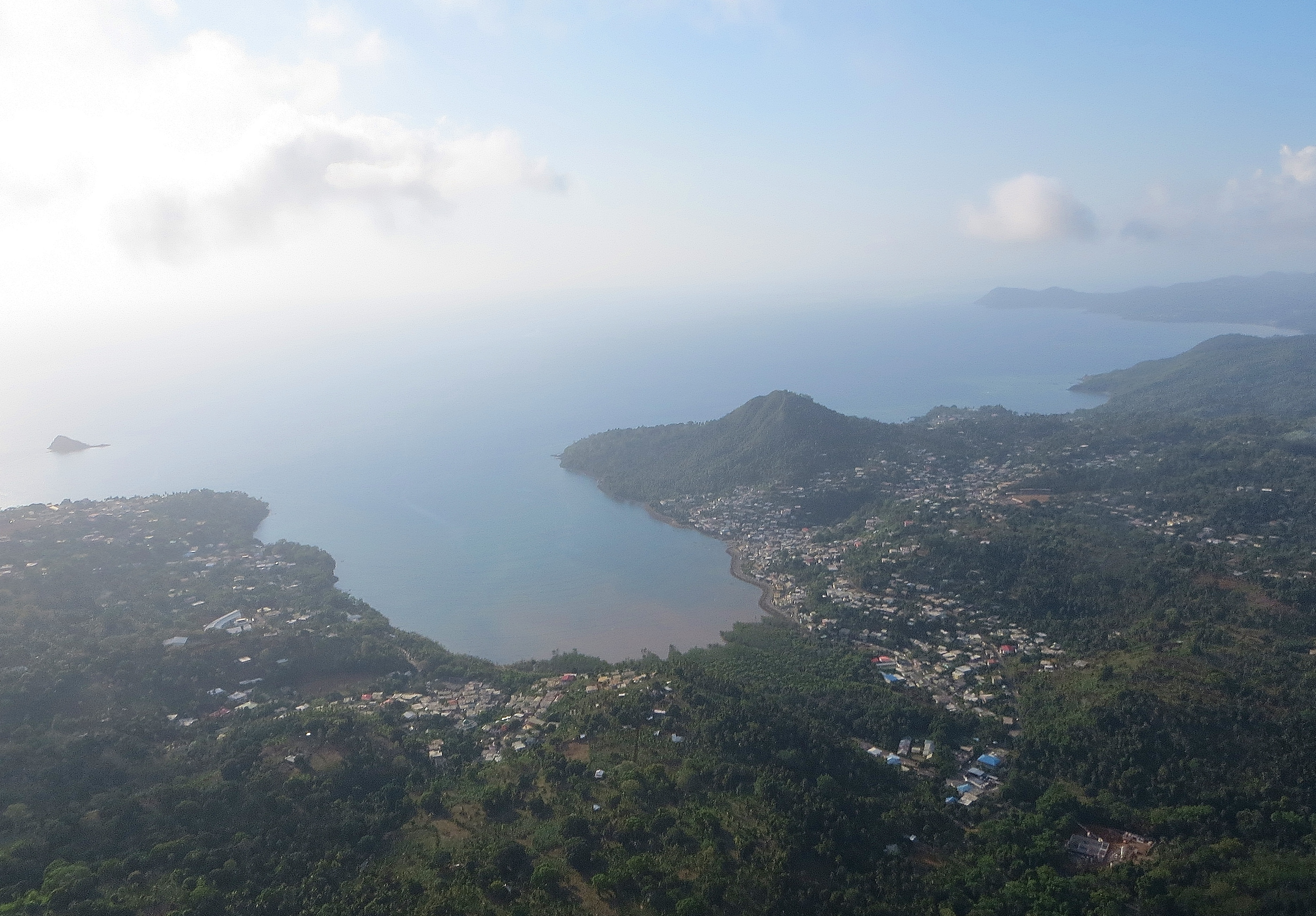
Rade de Chiconi.
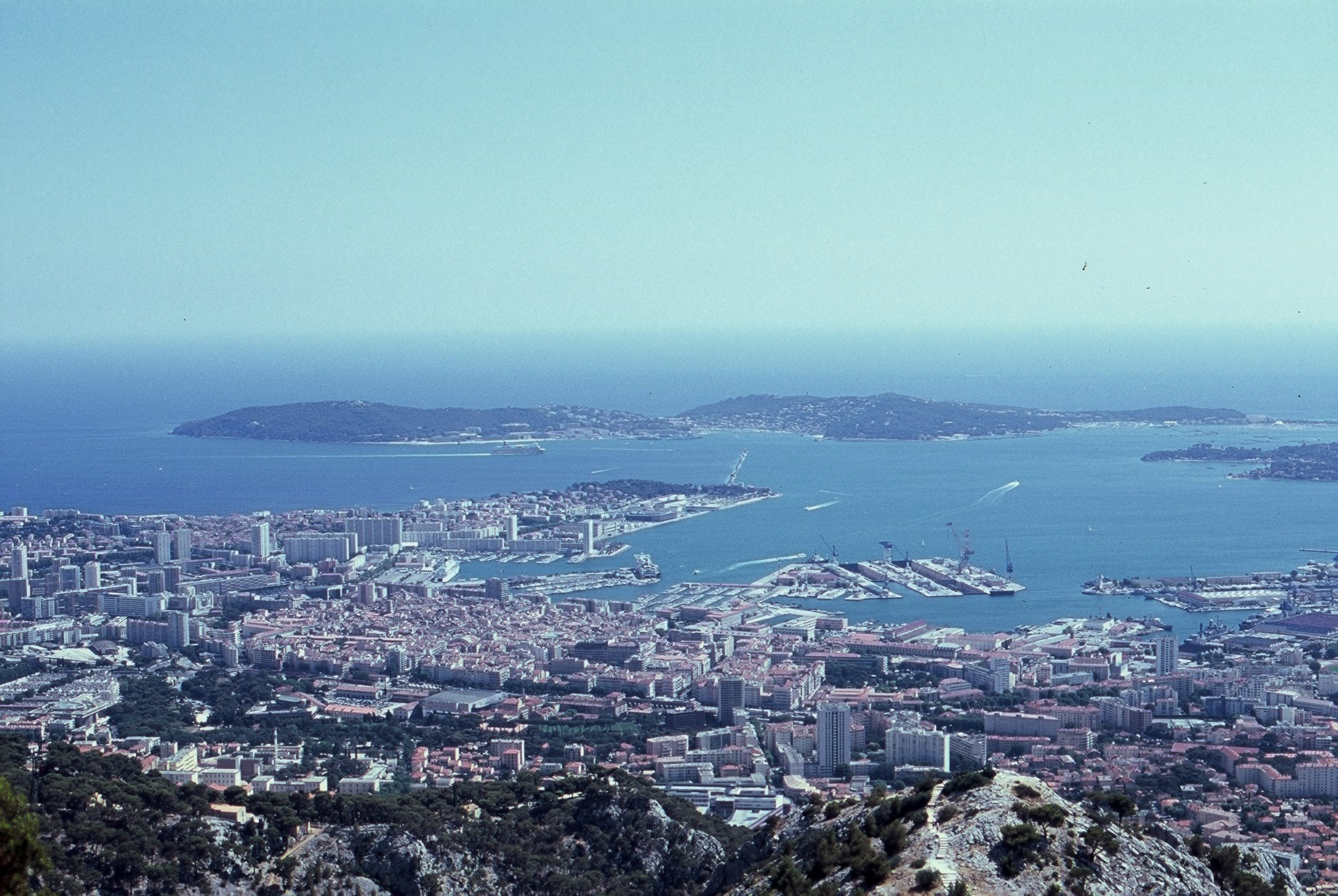
Rade de Toulon.
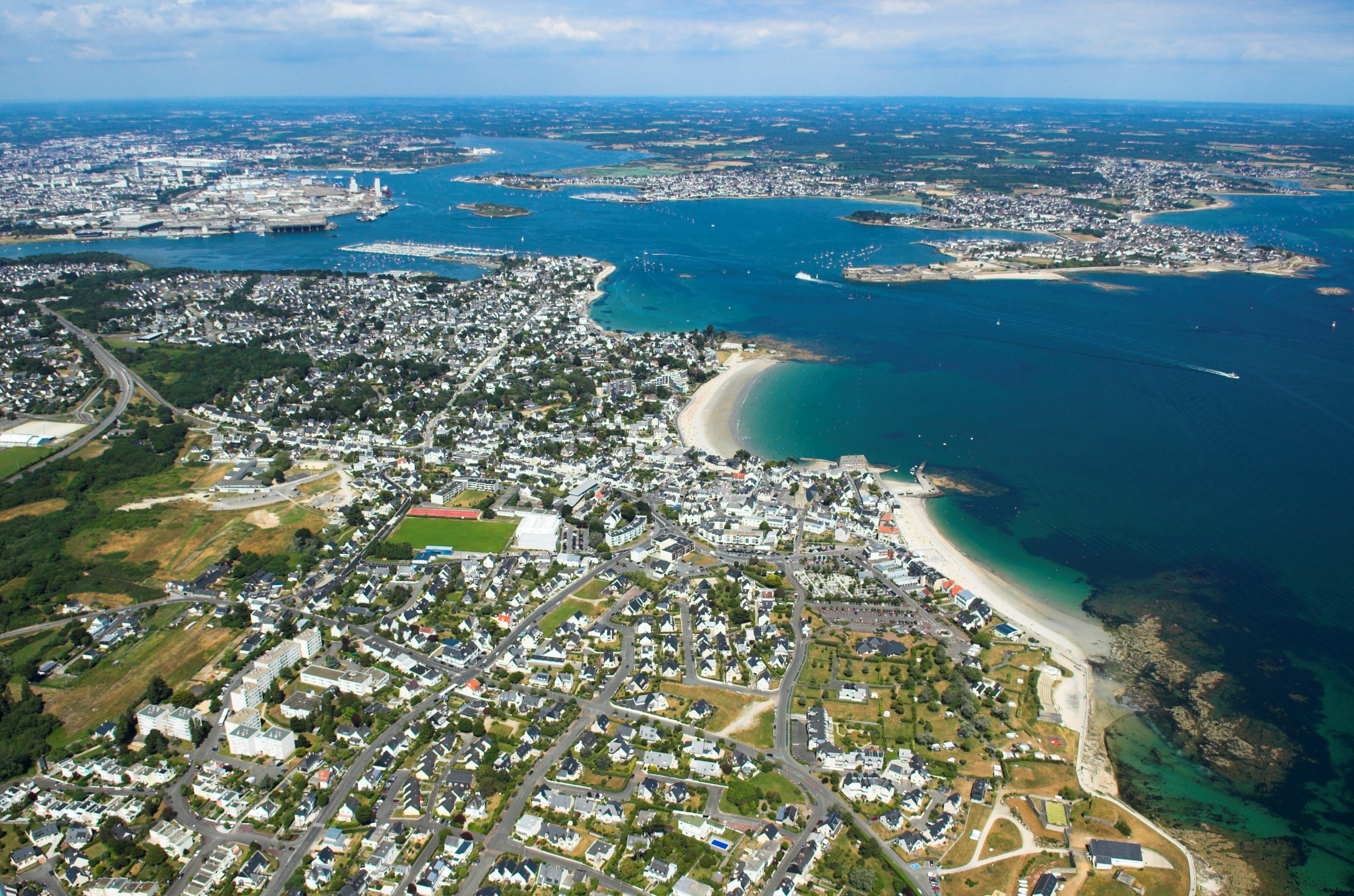
Vue aérienne de la rade de Lorient depuis le sud-ouest.
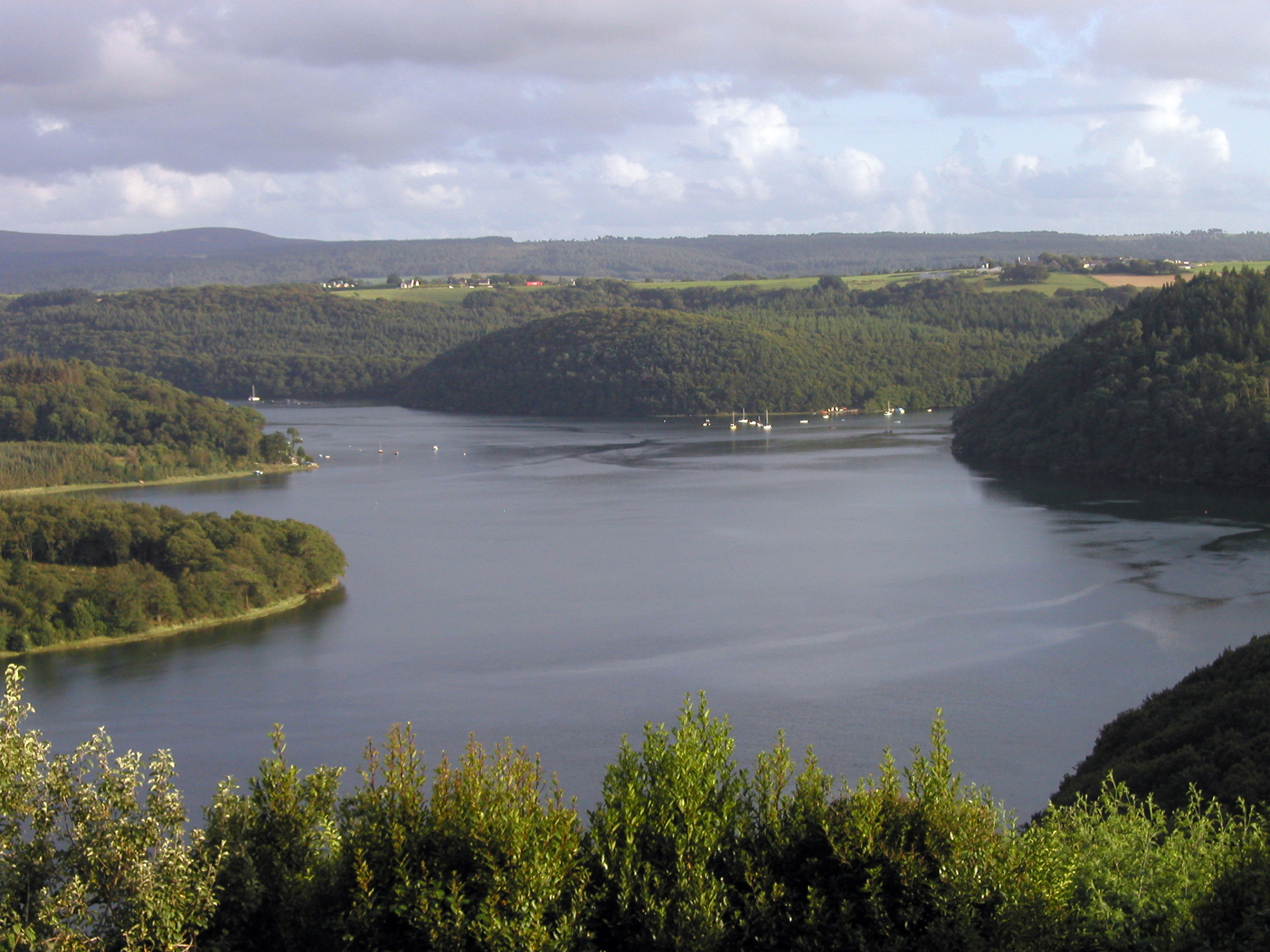
Fond de la rade de Brest, depuis Landévennec.
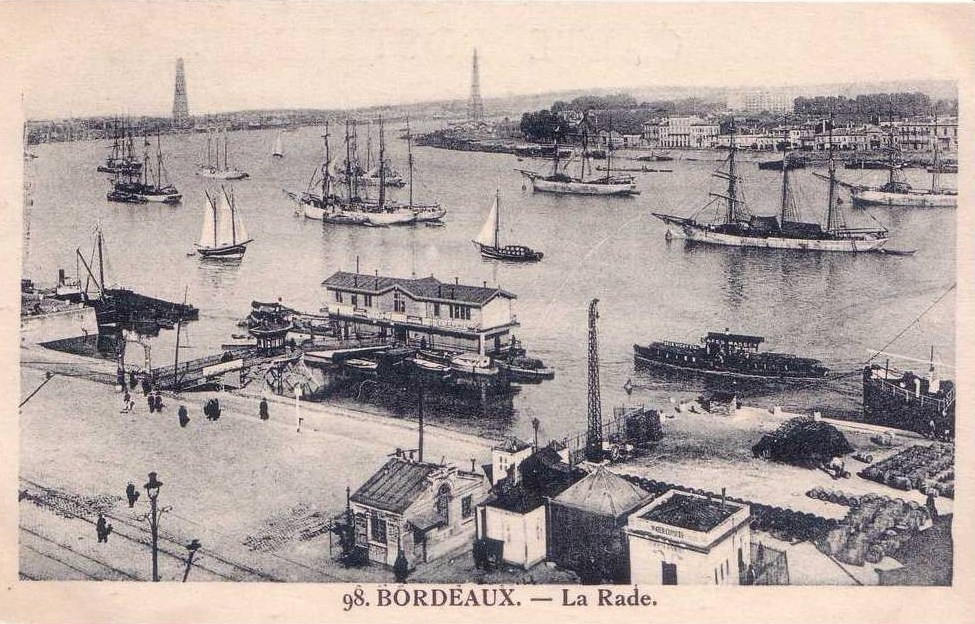
La rade de Bordeaux, vers 1914.
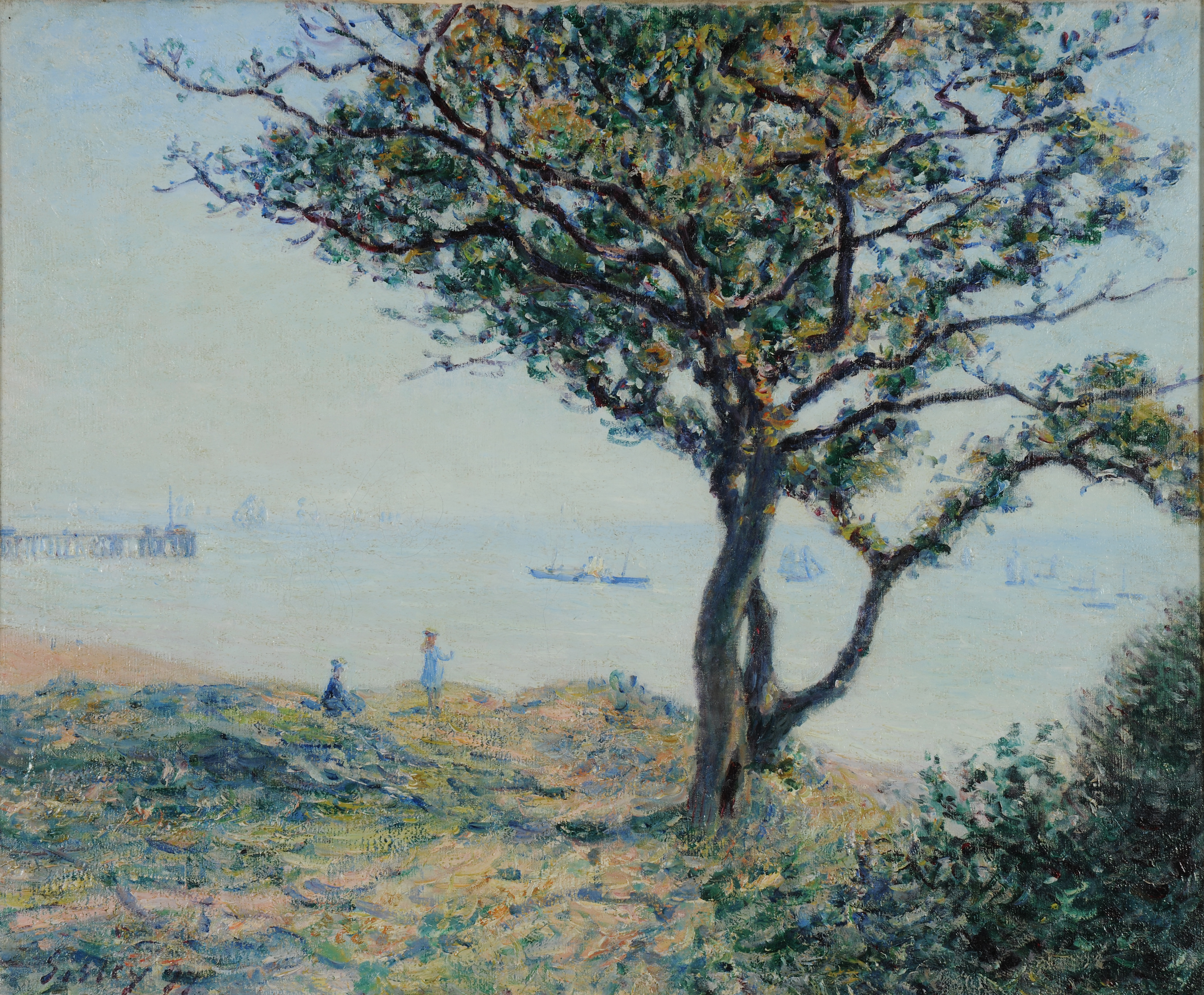
La Rade de Cardiff, Alfred Sisley, 1897, musée de Reims.